# Calçada do Poço dos Mouros
A Calçada do Poço dos Mouros fica situada no extremo norte da freguesia da Penha de França, Lisboa, Portugal. É uma artéria com um forte declive, que, no prolongamento da Rua da Penha de França, desce da zona da Igreja de Nossa Senhora da Penha de França para a Rua Morais Soares.
O topónimo Poço dos Mouros é muito anterior à urbanização do local. O arruamento designou-se anteriormente Travessa do Marquês de Soudor e Estrada do Poço dos Mouros, inserindo-se no eixo Estrada da Penha de França (atual Rua da Penha de França) - Azinhaga do Areeiro (atual Rua Carvalho Araújo, em homenagem a Carvalho Araújo).